# Nedervetil församling

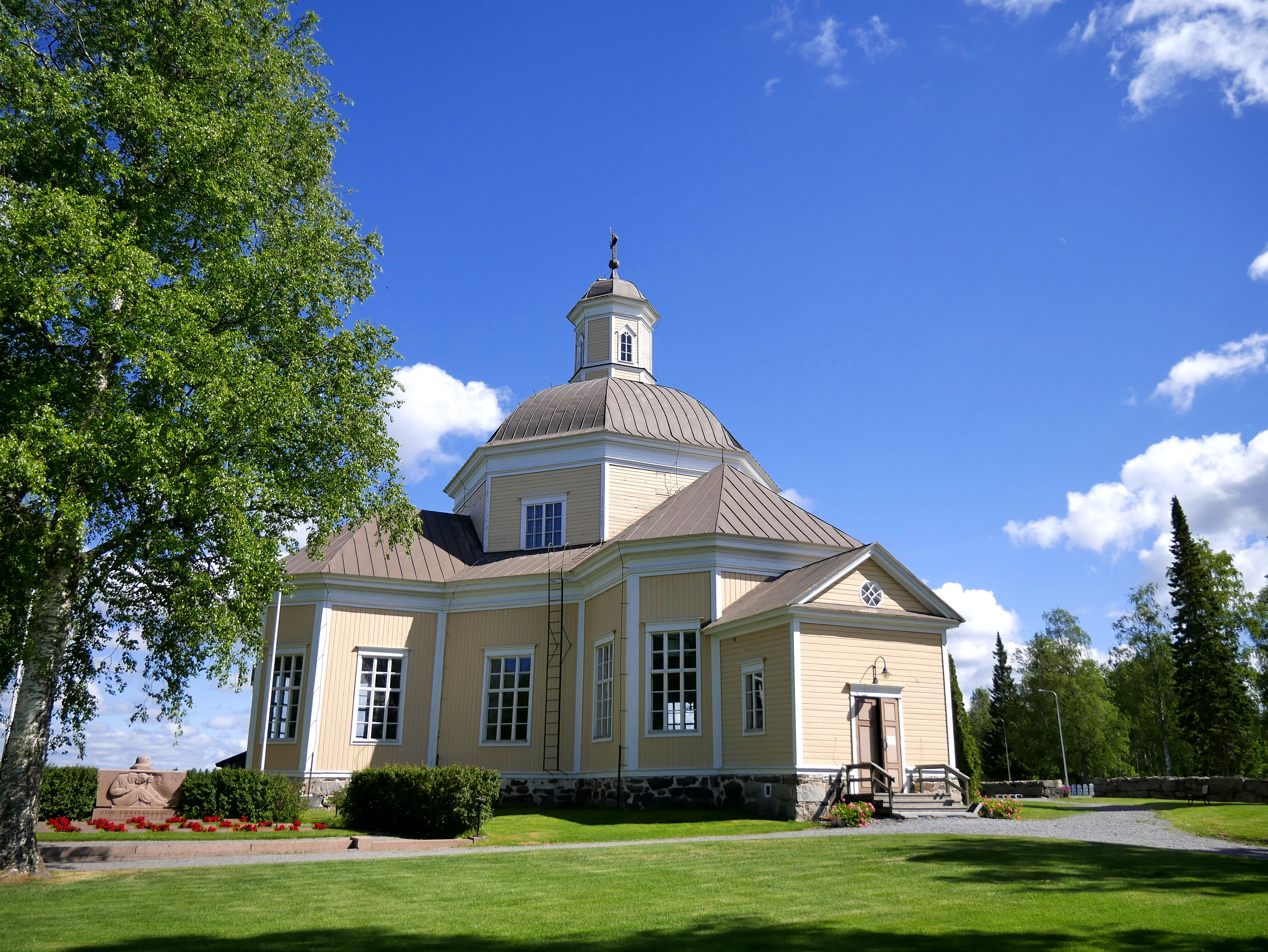
Nedervetil kyrka

Nedervetil församling var en tvåspråkig församling i Pedersöre prosteri inom Borgå stift i Evangelisk-lutherska kyrkan i Finland. Till församlingen hörde kyrkomedlemmar i tidigare Nedervetil kommun som uppgick i Kronoby kommun 1969. Majoriteten (77,5 %) av de 1 439 medlemmarna (08/2018) är svenskspråkiga.
Den 31.12.2019  upphörde församlingen när den tillsammans med Terjärvs församling och Kronoby församling bildade en ny Kronoby församling.
Nedervetil kyrka är en vacker korskyrka från 1753 som rymmer omkring 500 personer. År 1817 förstorades kyrkan. 
Församlingens första präst (1753-70) var Anders Chydenius. Den sista kyrkoherde var Anders Store. 